# Курськ (станція)
Курськ — вузлова сортувальна вантажно-пасажирська залізнична станція Московської залізниці в місті Курськ. Входить до Орловсько-Курського центру організації роботи залізничних станцій ДЦС-5 Московської дирекції управління рухом. За основним застосування є дільничною станцією, за обсягом роботи віднесена до 1-го класу. Розташована на перетині залізничної магістралі Москва — Харків і лінії Київ — Льгов — Курськ — Воронеж, здійснює пасажирські перевезення, а також виконує функції як вантажної так і сортувальної станції.
Станція є передатною між Московською і Південно-Східною залізницями. Межа проходить південніше станції, лінія на південь відноситься до Бєлгородського регіону Південно-Східної залізниці. Лінії на північ (Московський напрямок), на захід — Льговський напрямок і на схід — Воронізький напрямок (на Охочевку, Мармижі, Касторну) підпорядковані Московській залізниці.

## Історія
Будівництво залізниці Москва — Курськ було розпочато в 1866 році і завершено 7 вересня 1868 року.
Для здешевлення і прискорення будівництва залізнична станція розташовувалася в приміській Ямській слободі (історичний район Курська), за три версти (≈3,2 км) від Курська. Рух Московсько-Курською залізницею було відкрито 30 вересня 1868 року, коли імператор Олександр II, повертаючись з Криму спеціальним поїздом вирушив з Курська до Москви. 14 листопада 1868 року було відкрито рух на дільниці Курськ — Ворожба (165 верст), 17 грудня 1868 року — Ворожба — Бровари (250 верст).
1869 року завершено спорудження залізничного вокзалу, а залізниця була подовжена до Бєлгорода та Харкова (дільниця Курсько-Харківсько-Севастопольської залізниці).
1872 року курська влада ухвалила рішення про будівництво додаткової залізничної лінії у центральну частину міста. Будівництво відгалуження почалося в 1874 році, а закінчилося 6 червня 1878 року, коли на вулиці Херсонській (нині — вул. Дзержинського) була урочисто відкрита пасажирська і товарна станція Курськ-Гілка (Курськ II) і відкрито рух Курською міською лінією.
Курськ був одним з небагатьох міст, в якому існувало внутрішньоміське залізничне сполучення. Вокзал на міській лінії називався Курським, а вокзал станції Курськ I отримав назву Ямський. Крім лінії Ямський вокзал — Курськ, незабаром була прокладена залізниця до Московських воріт, на Московську вулицю і до Стрілецької слободи.
1893 року завершено будівництво залізниці Курськ — Вороніж. Управління утвореної в 1895 році Московсько-Києво-Воронезької залізниці знаходилося в Курську, неподалік від внутрішньоміської станції Курська.

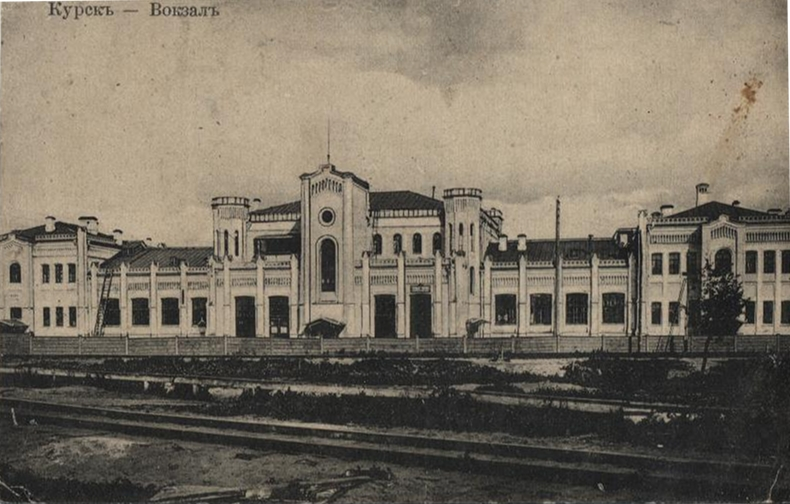
Ямський вокзал на початку XX століття
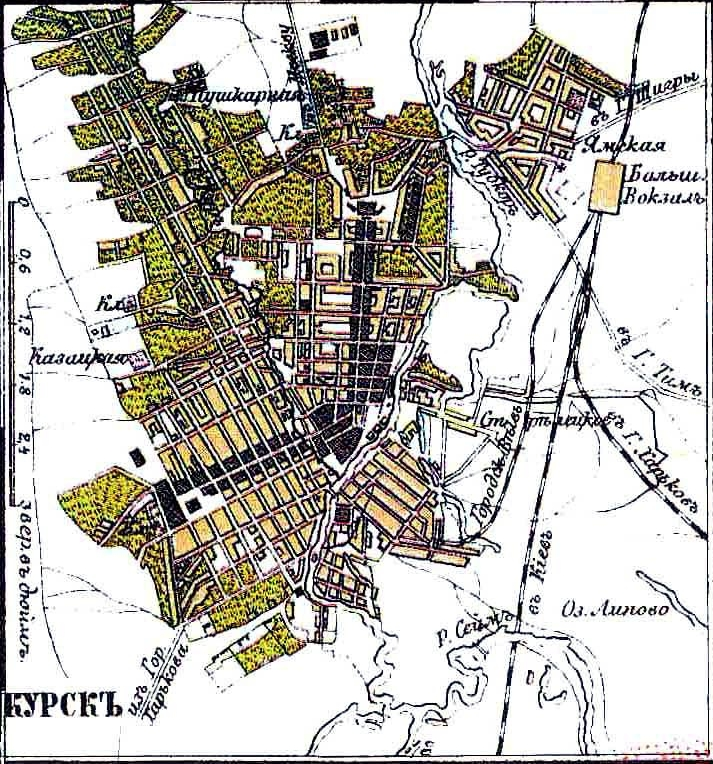
Мапа Курська наприкінці XIX століття (до 1894 року)
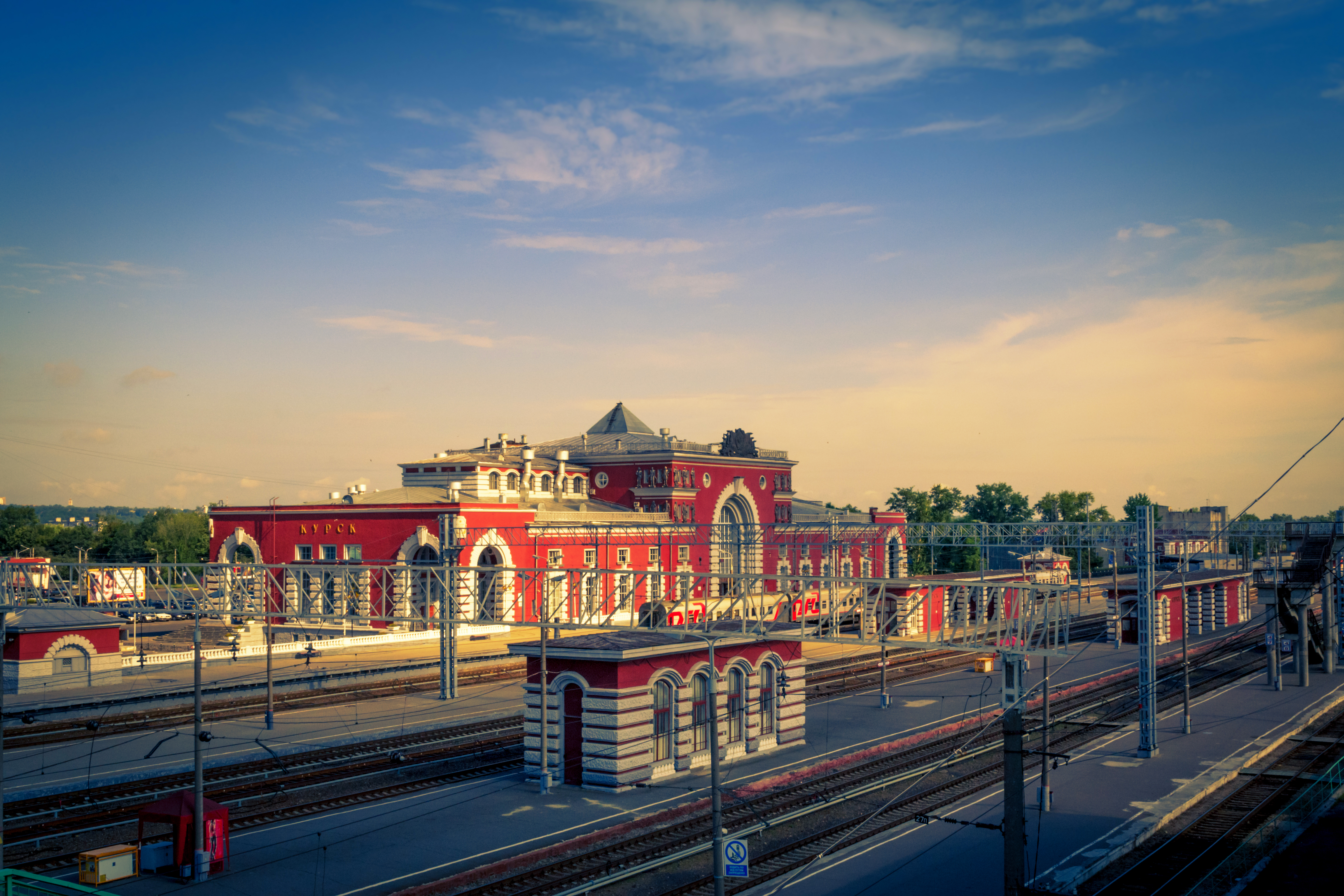
Сучасний залізничний вокзал

1934 року, після утворення Курської області, Ямський вокзал був перейменований на Курськ-Головний, а міська станція припинила приймати пасажирів і стала виключно товарною. У 1968 році міська залізнична лінія була розібрана.
Влітку 1943 року, під час Другої світової війни стару будівлю вокзалу було зруйновано німецькою авіацією.
Магістраль Москва — Курськ електрифіковано в 1959 році, роком пізніше електрифіковано дільницю Курськ — Бєлгород.
26—27 вересня 1968 року на Привокзальній площі двоє солдатів-дезертирів відкрили стрілянину, в результаті якої загинули 14 осіб, а 17 осіб були поранені.
У 1988—1995 рр. була проведена реконструкція внутрішніх інтер'єрів Курського залізничного вокзалу, споруджені подовжені платформи, розраховані на прийом потягів з 32 пасажирських вагонів, подовжений підземний перехід до двох нових платформ.
2009 року локомотивне депо ТЧ-29 було реорганізовано. Було створено 2 структурних підрозділи: ремонтне локомотивне депо «Курськ» і експлуатаційне депо «Курськ-Сортувальний».

## Вокзал
Сучасний залізничний вокзал станції Курськ відкрито 12 серпня 1952 року. Архітектор вокзалу — Ігор Явейн, засновник кафедри архітектури в Ленінградському інституті інженерів залізничного транспорту і автор значних праць з архітектури вокзалів. Вокзал станції Курськ є пам'ятник залізничникам — учасникам битви на Курській дузі.
Будівництво вокзалу здійснювалося будівельно-відновлювальним управлінням № 4 (БВУ-4). Щодо залізничних колій вокзал розташований поздовжньо. Зовнішні стіни облицьовані штукатуркою червоного кольору з білокам'яними вставками. Будівля прикрашена фігурами робітників і солдат. На стіні, яка звернена до залізничних колій, встановлені меморіальні дошки.
Вокзал містить центральний круглий вестибюль і 4 бічних зали: два касових, ресторан і залу очікування.
У залі чекання встановлена скульптура воїна, а стіни прикрашені барельєфом «Курська битва». На підземному ярусі вокзалу розташовані приміські каси, багажне відділення, камери зберігання та тунелі до пасажирських платформ.

Вокзал станції Курськ
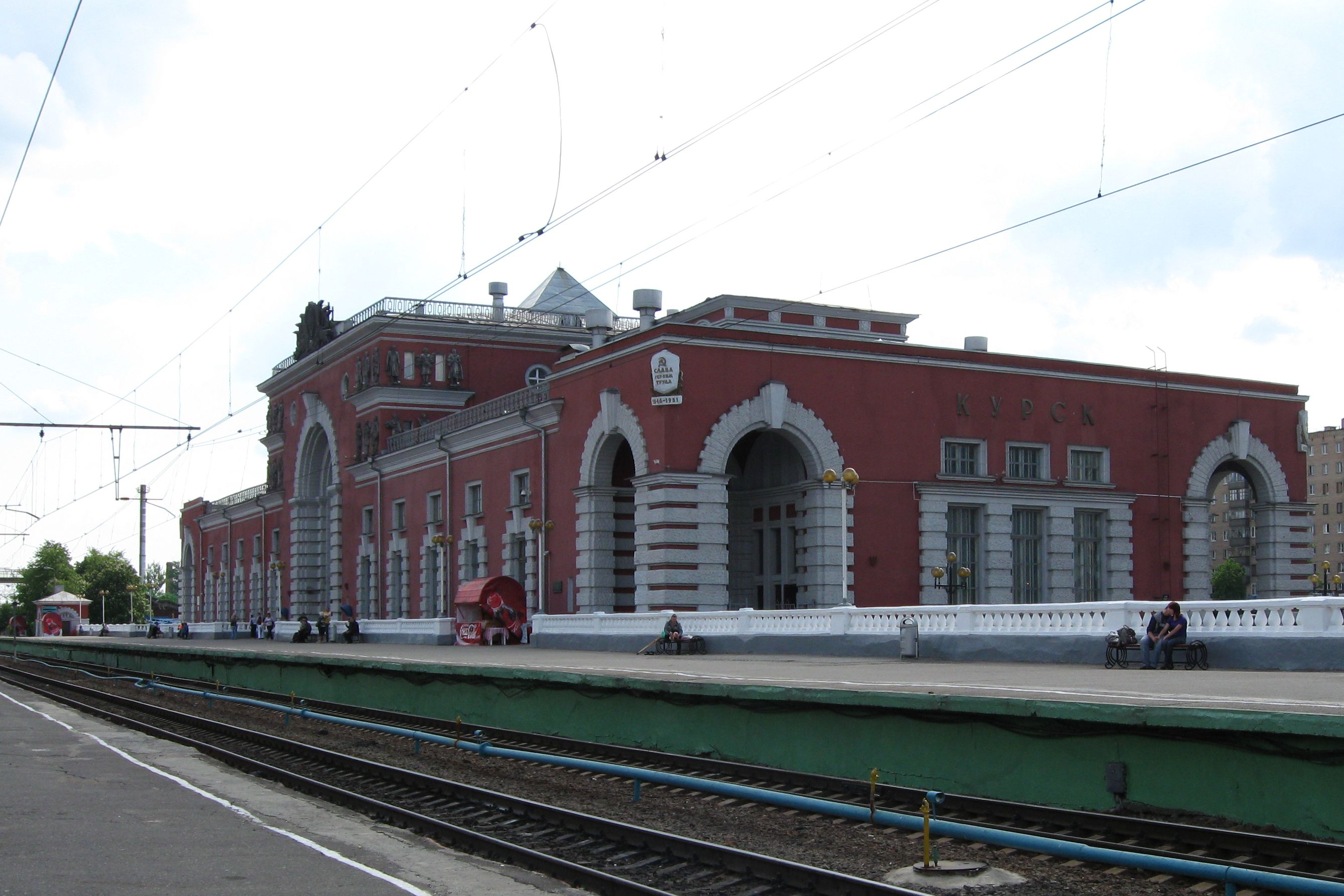
Вигляд з північної сторони
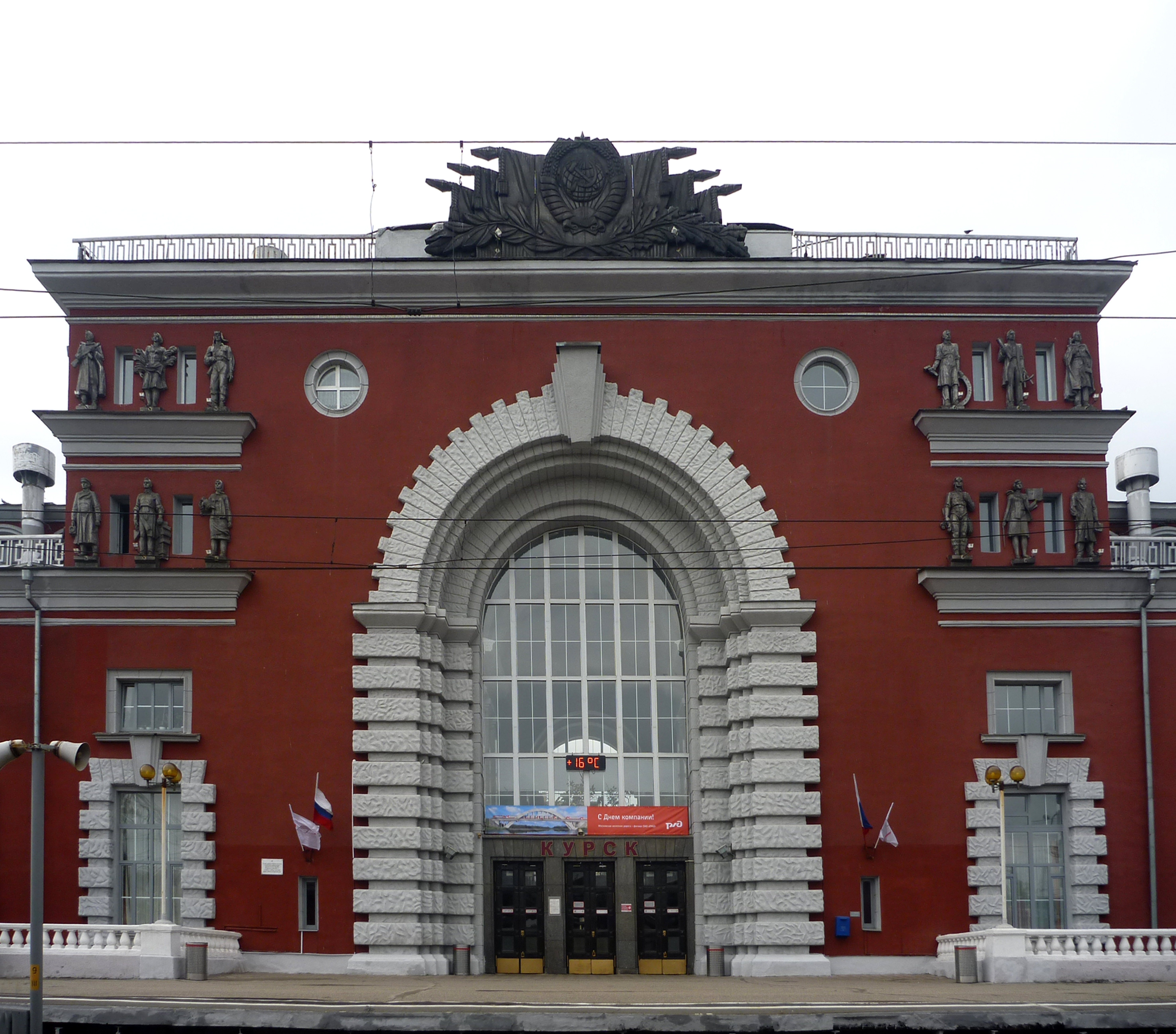
Центральний вхід вокзалу
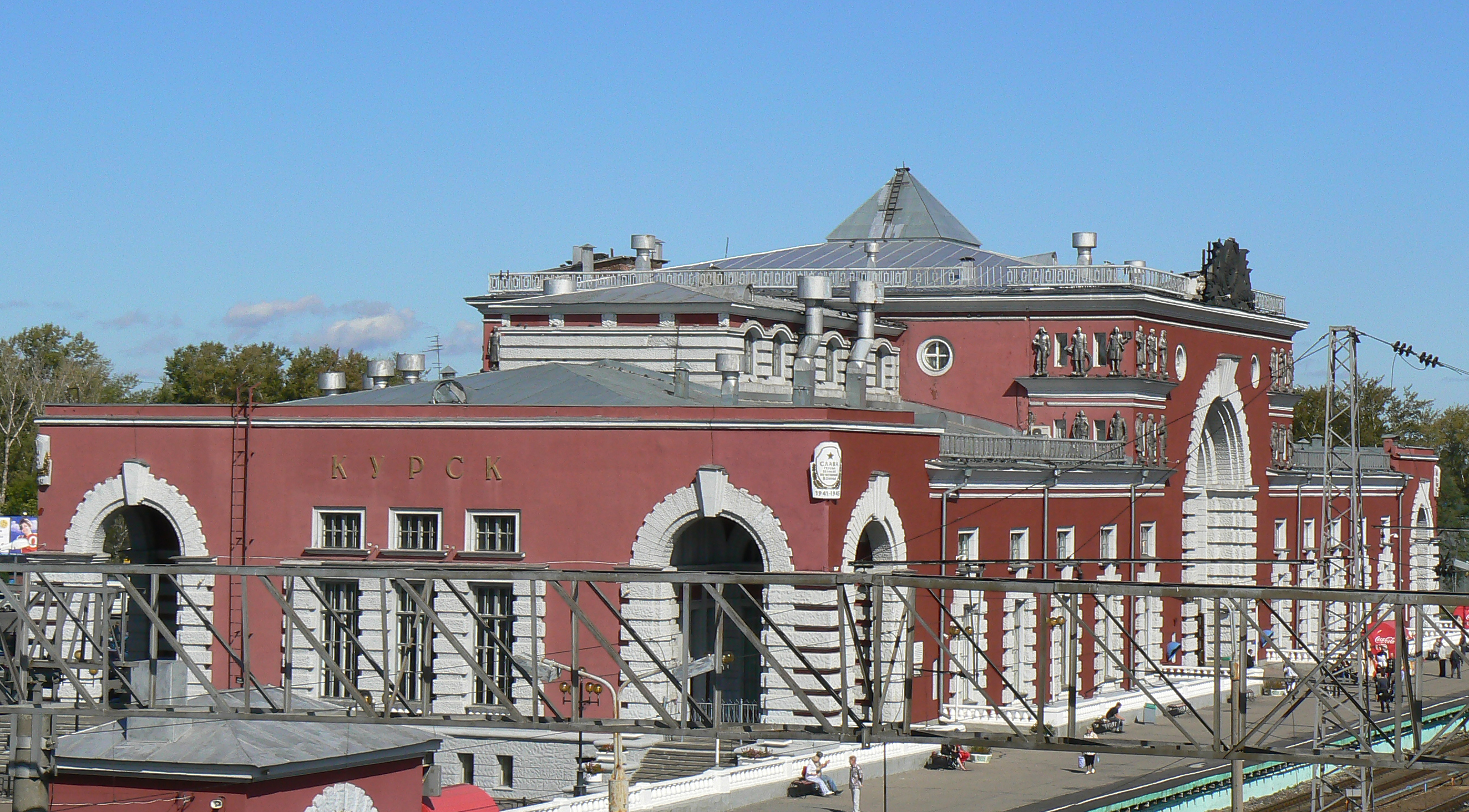
Вигляд з південної сторони
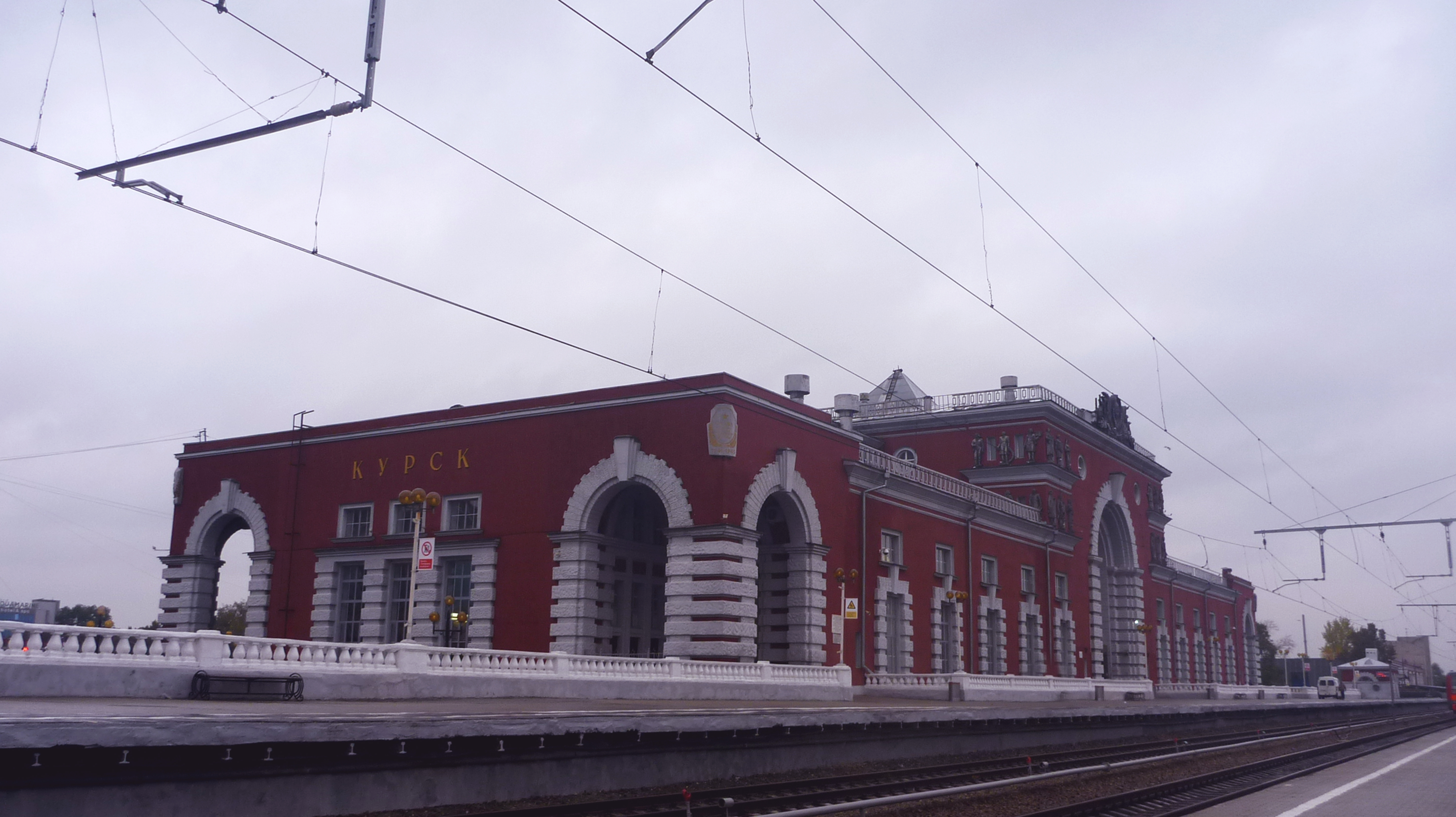
Вигляд з платформ
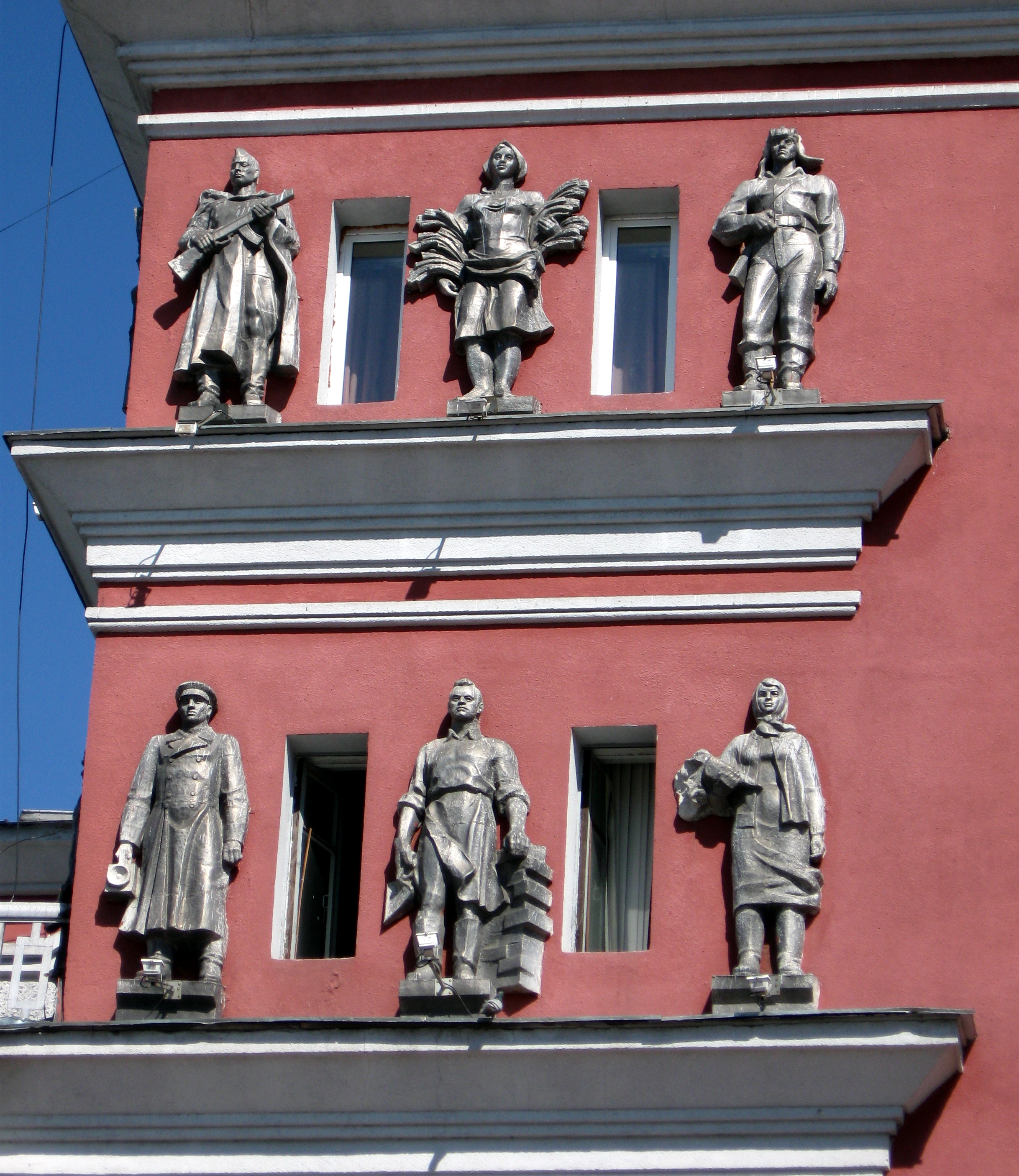
Фігури робітників і солдат
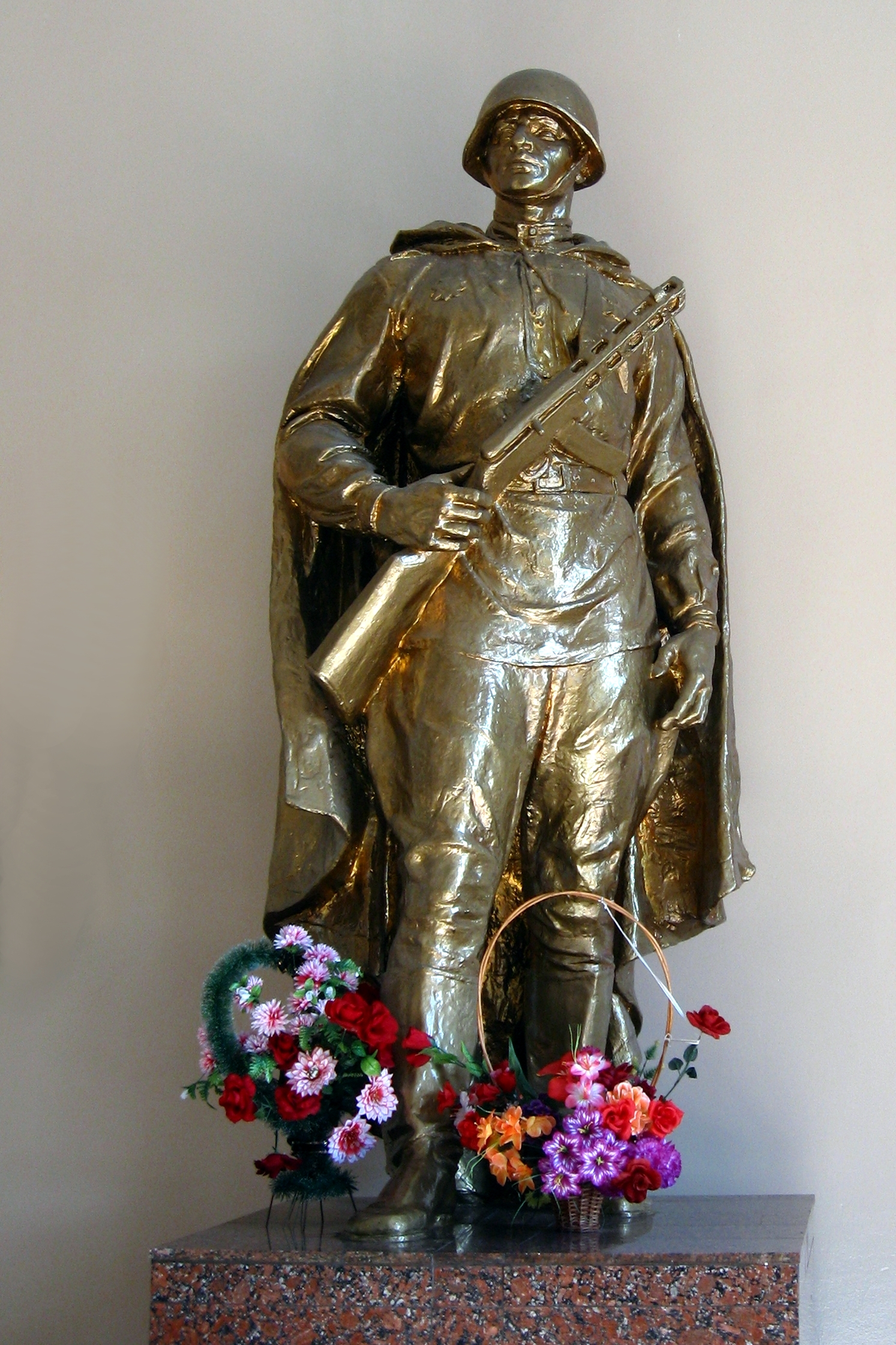
Скульптура воїна

## Інфраструктура
Пасажирську частину станції складають залізничний вокзал і 5 платформ. Платформа № 1 — висока, з пониженням у південній стороні вокзалу. Вихід на першу платформу здійснюється безпосередньо з будівлі вокзалу. У місці зниження першої платформи розташована додаткова приміська залізнична каса і тупикова платформа № 6, яка призначена для приміських поїздів Бєлгородського і Льговського напрямків. Друга, третя і четверта платформи — острівні низькі, використовуються як для потягів приміського сполучення, так і для потягів далекого прямування.
Вихід на платформи з будівлі вокзалу здійснюється через підземні пішохідні переходи. У вантажній частині станції знаходиться бічна низька платформа. Перехід між платформами та вихід у місто здійснюється через перехідний міст, який розташований поруч з платформою № 6.
На території локомотивного депо розташований Музей історії підприємства, на вічну стоянку встановлений паровоз ЕМ-728-73 з нагоди бойових та трудових подвигів курських залізничників.
На станції розташовані експлуатаційне депо ТЧЕ-29 «Курськ-Сортувальний» та ремонтне локомотивне депо ТЧР-30 «Курськ».

## Комерційні операції, що виконуються на станції
- Продаж пасажирських квитків.
- Прийом та видача багажу.
- Прийом та видача вагонних відправок вантажів на відкритих майданчиках.
- Прийом та видача вагонних і дрібних відправок на під'їзних коліях.

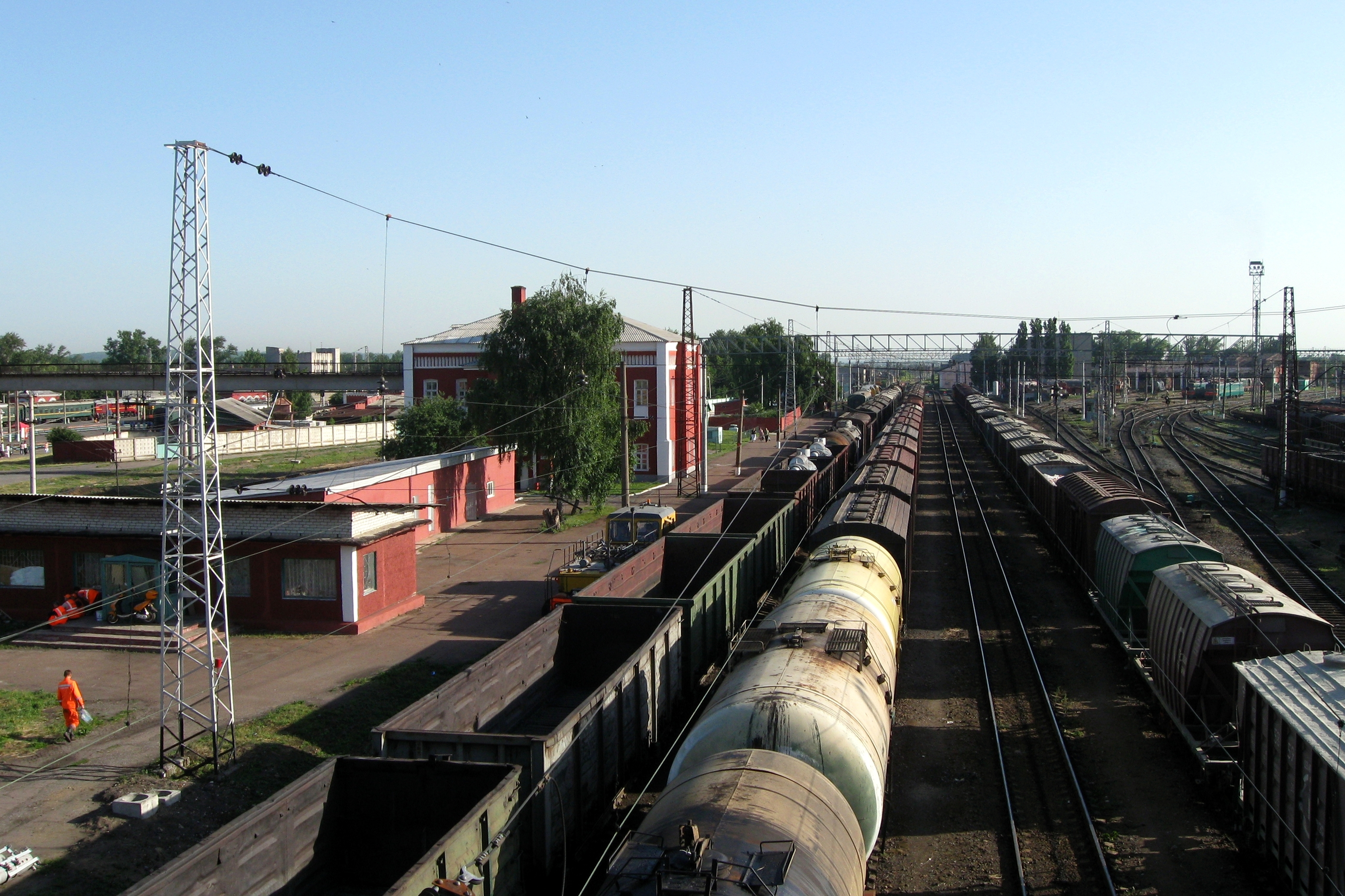
Вантажний парк станції
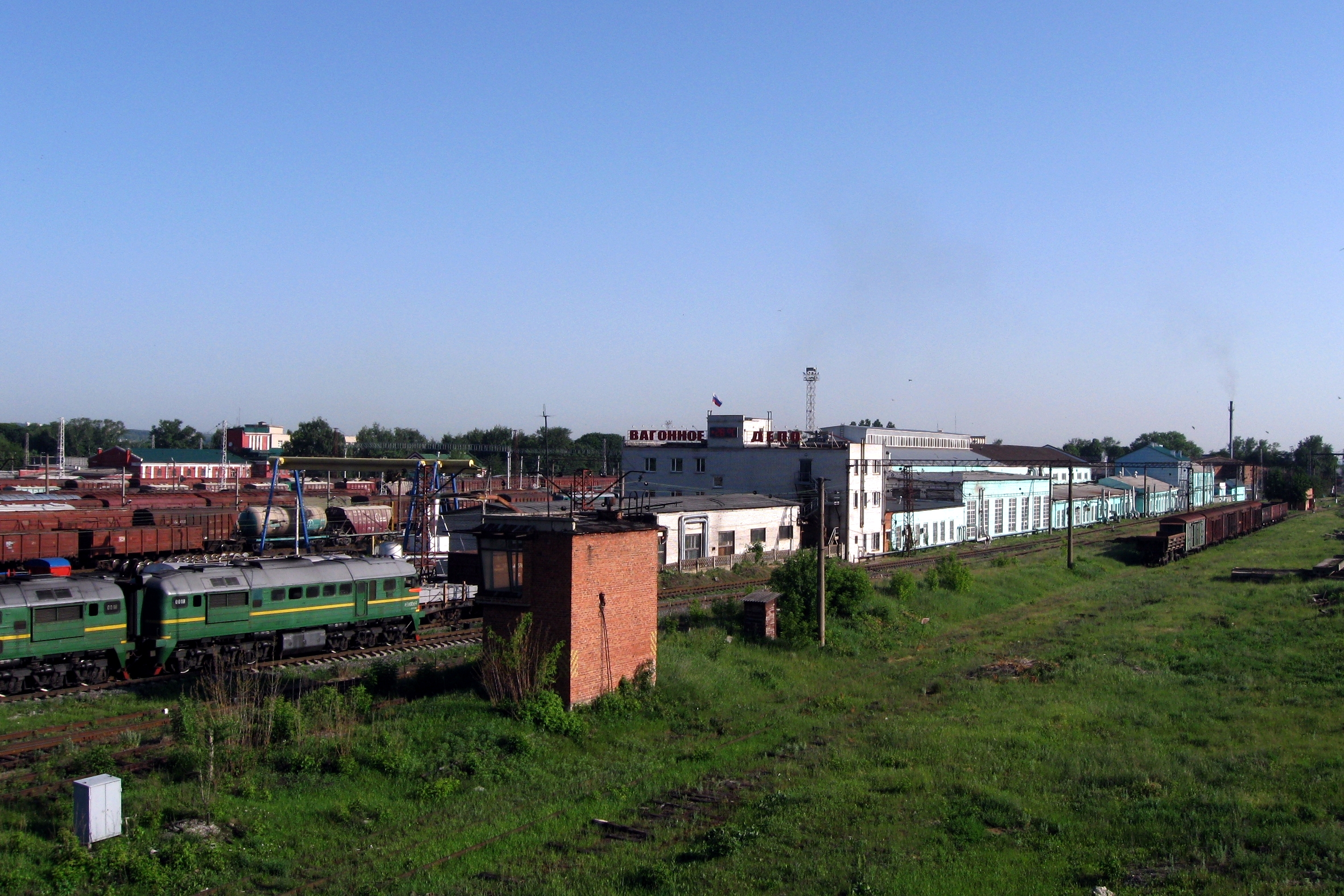
Вагонне депо
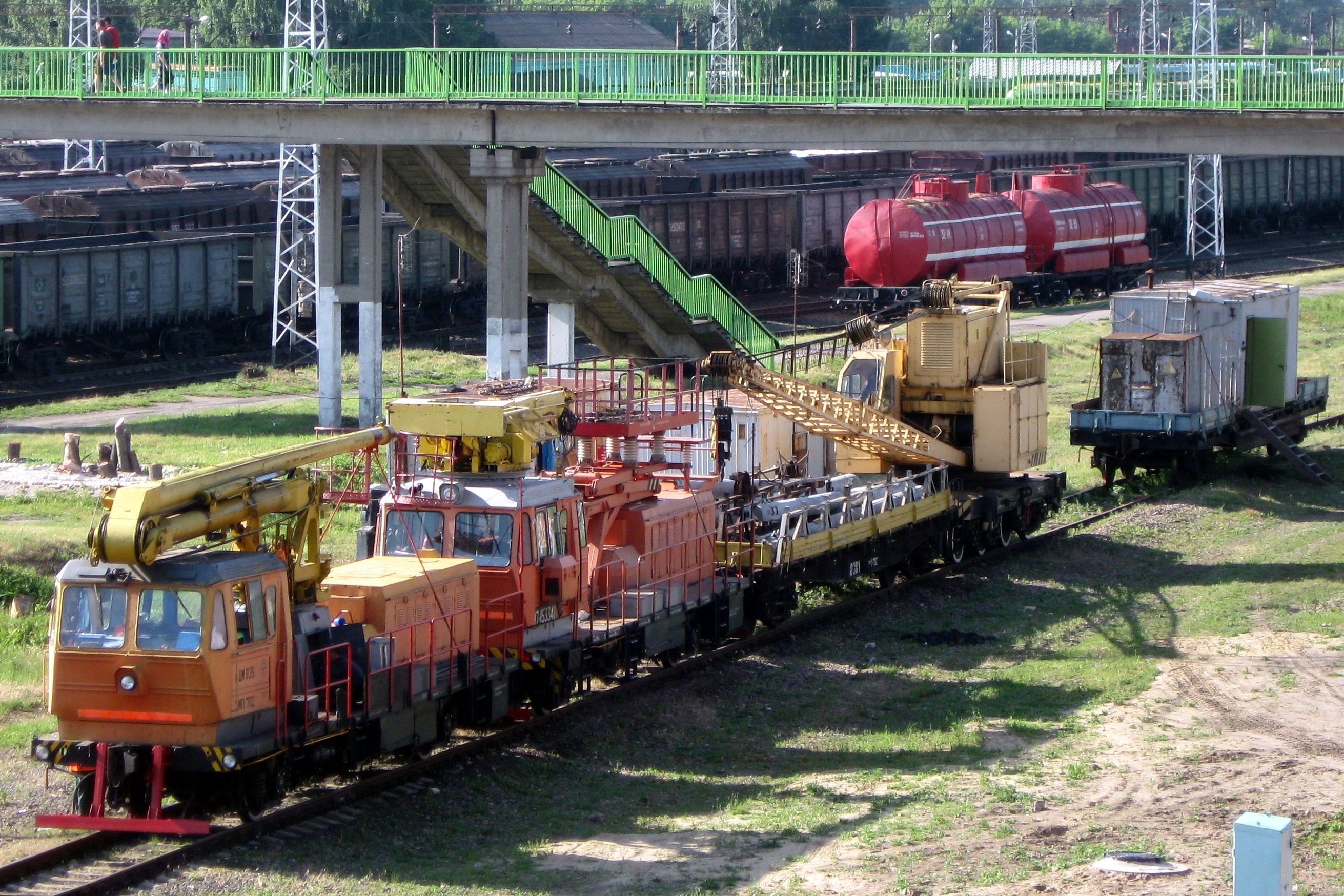
Спеціальний самохідний состав

## Пасажирське сполучення
На станції зупиняються поїзда далекого прямування, що сполучають такі міста, як Бєлгород, Валуйки, Владикавказ, Льгов, Москва, Орел, Санкт-Петербург. У деяких поїздів у Курську здійснюється зміна локомотивної тяги.
Влітку зазвичай призначаються додаткові поїзди до Адлера та Анапи.

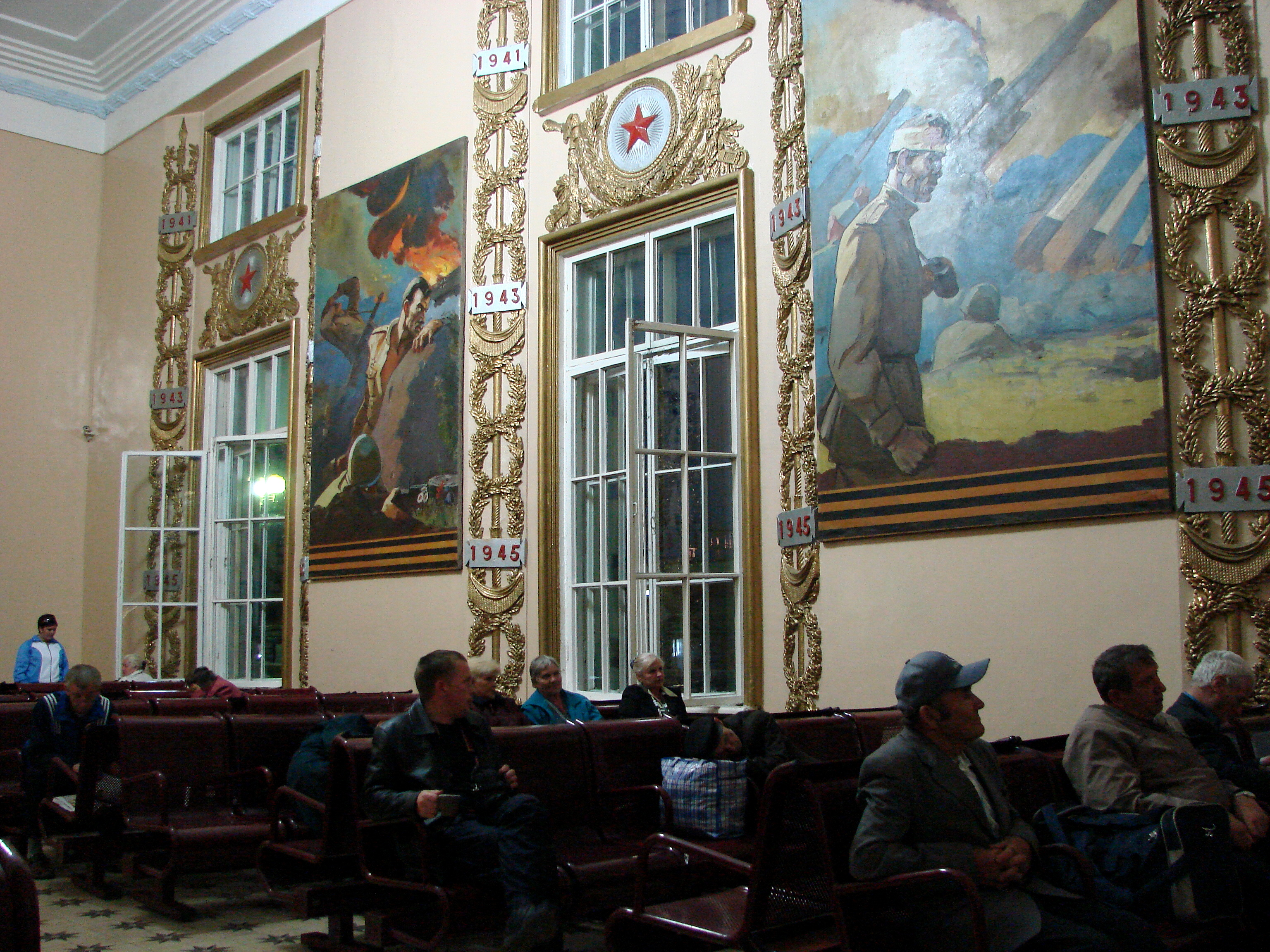
Зал чекання
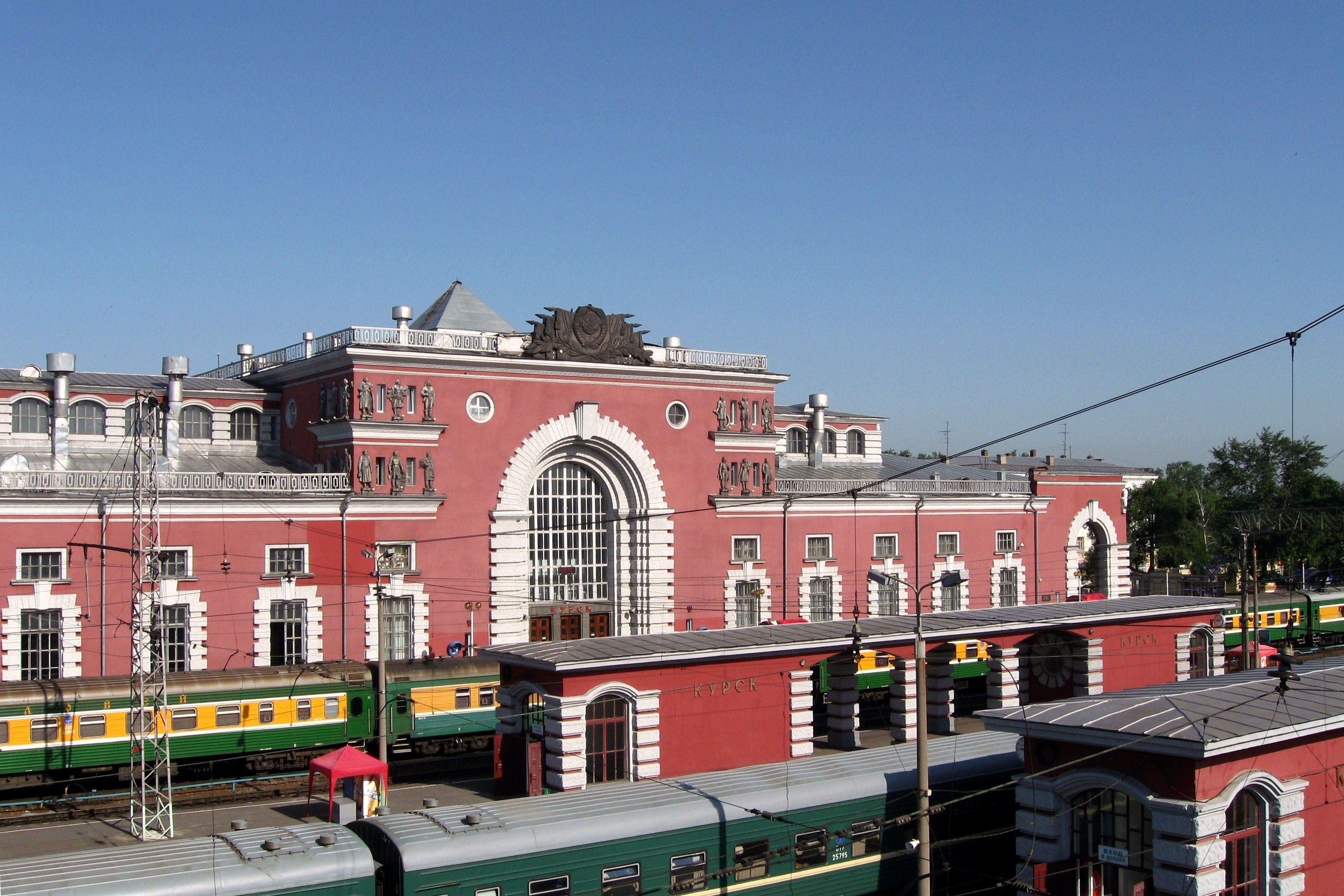
Пасажирські поїзди
- ЧС7-236 з пасажирським поїздом
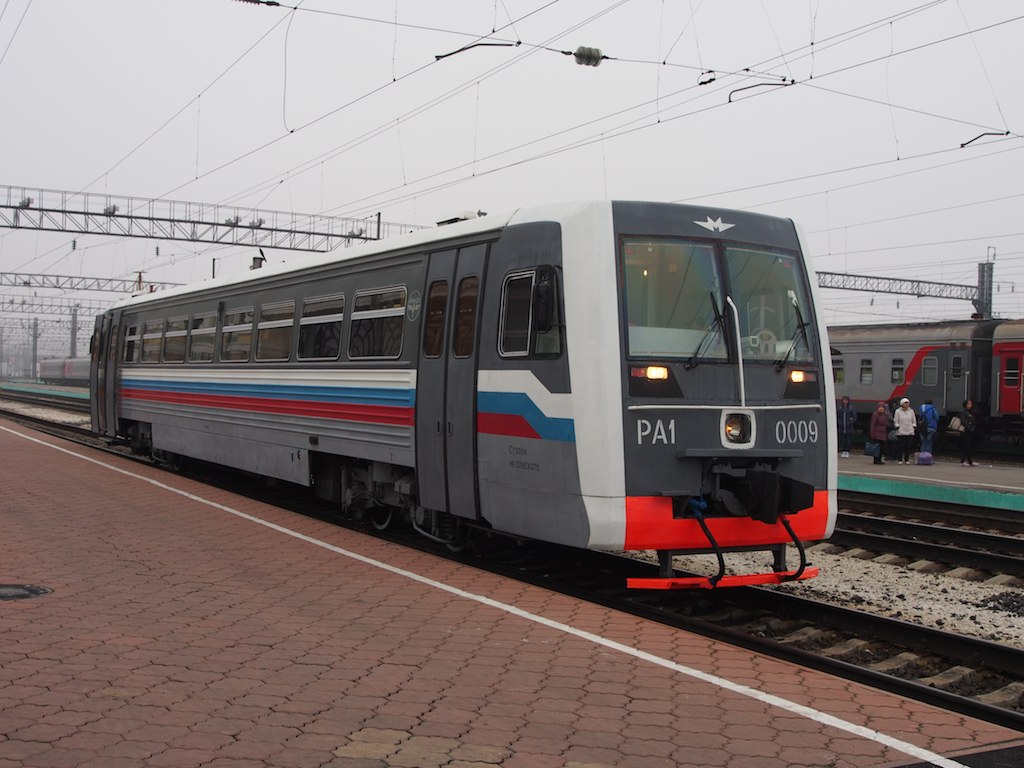
Рейковий автобус РА1

Через станцію Курськ прямують наступні поїзди далекого сполучення:
| Пасажирські поїзди далекого сполучення, що курсують цілий рік | Пасажирські поїзди далекого сполучення, що курсують цілий рік  |
| №                                                             | Маршрут сполучення                                             |
| ------------------------------------------------------------- | -------------------------------------------------------------- |
| 57/58 Приоскол'є»                                             | Москва — Старий Оскол                                          |
| 71/72 «Бєлогір'я»                                             | Москва — Бєлгород                                              |
| 81/82                                                         | Санкт-Петербург — Бєлгород                                     |
| 83/84                                                         | Москва — Адлер                                                 |
| 95/96                                                         | Москва — Кривий Ріг / Дніпро (скасований з березня 2020 року)) |
| 97/98                                                         | Москва — Курськ                                                |
| 109/110                                                       | Москва — Анапа                                                 |
| 115/116                                                       | Санкт-Петербург — Адлер                                        |
| 119/120                                                       | Санкт-Петербург — Бєлгород                                     |
| 141/142                                                       | Москва — Льгов                                                 |
| 359/360                                                       | Калінінград — Адлер                                            |
| 721/722 «Ластівка»                                            | Москва — Курськ                                                |
| 723/724 «Ластівка»                                            | Москва — Курськ                                                |
| 737/738                                                       | Москва — Бєлгород                                              |
| 739/740                                                       | Москва — Бєлгород                                              |
| 741/742                                                       | Москва — Бєлгород                                              |

| Поїзди сезонного призначення | Поїзди сезонного призначення |
| №                            | Маршрут сполучення           |
| ---------------------------- | ---------------------------- |
| 205/206                      | Москва — Бєлгород            |
| 207/208                      | Москва — Бєлгород            |
| 217/218                      | Москва — Бєлгород            |
| 233/234                      | Москва — Курськ              |
| 247/248                      | Санкт-Петербург — Анапа      |
| 283/284                      | Москва — Курськ              |
| 287/288                      | Воркута — Бєлгород           |
| 293/294                      | Мурманськ — Анапа            |
| 297/298                      | Санкт-Петербург — Курськ     |
| 467/468                      | Смоленськ — Адлер            |
| 479/480                      | Санкт-Петербург — Сухумі     |
| 561/562                      | Москва — Єйськ               |
| 563/564                      | Москва — Анапа               |

| Перевізник                                  | Дистанція                              | Розклад руху |
| ------------------------------------------- | -------------------------------------- | --- |
| Російські залізниці                         | Далеке сполучення                      | link=https://rasp.yandex.ru/station/9600816?span=schedule&type=train [Архівовано 30 серпня 2018 у Wayback Machine.] |
| ТрансКласСервіс                             | Далеке сполучення                      | link=https://rasp.yandex.ru/station/9600816?span=schedule&type=train [Архівовано 30 серпня 2018 у Wayback Machine.] |
|                                             | Далеке сполучення                      | link=https://rasp.yandex.ru/station/9600816?span=schedule&type=train [Архівовано 30 серпня 2018 у Wayback Machine.] |
| Центральна приміська пасажирська компанія   | Межрегіональне та приміське сполучення | |
| Приміська пасажирська компанія «Чорнозем'є» | Межрегіональне та приміське сполучення | |

| Маршрут сполучення             | Маршрут сполучення | Маршрут сполучення                                                                          | Зупинки | Протяжність    | Час в дорозі | Тип поїзда | Кількість вагонів |
| ------------------------------ | ------------------ | ------------------------------------------------------------------------------------------- | ------- | -------------- | ------------ | ---------- | ----------------- |
| Міжрегіональний швидкісний рух |                    |                                                                                             |         |                |              |            |                   |
| Москва-Курська                 |                    |                                                                                             |         |                |              |            |                   |
| ↔                              | Курськ             | Серпухов, Тула I-Курська, Скуратове, Мценськ, Орел, Зміївка, Глазунівка, Понирі, Золотухине | 537 км  | 05 год. 35 хв. | «Ластівка»   | 10         |                   |

Приміське сполучення
Бєлгородський напрямок обслуговується приміськими електропоїздами серій ЕР2К, ЕД4, ЕД4М і локомотивними бригадами приписки локомотивного депо Бєлгород, Орловський напрямок обслуговується приміськими електропоїздами серій ЕР2, ЕР2К приписки моторвагонного депо Новомосковськ-1 і локомотивними бригадами експлуатаційного моторвагонного депо Орел з явками по станції Курськ.
Електропоїзди Бєлгородського напрямку відправляються від тупикової платформи № 6, а Орловського — від платформи № 4. До Бєлгорода щодня, крім вівторка, курсує «електропоїзд-експрес» підвищеної комфортності № 7101/7102. Касторненський і Льговський напрямки обслуговуються автомотрисами АЧ2 і рейковими автобусами серій РА1, РА2 і локомотивними бригадами приписки моторвагонного депо Брянськ-1 з явками по станції Курськ. Частина приміських поїздів Льговського напрямку також відправляється від платформи № 6.

Інтер'єр вокзалу
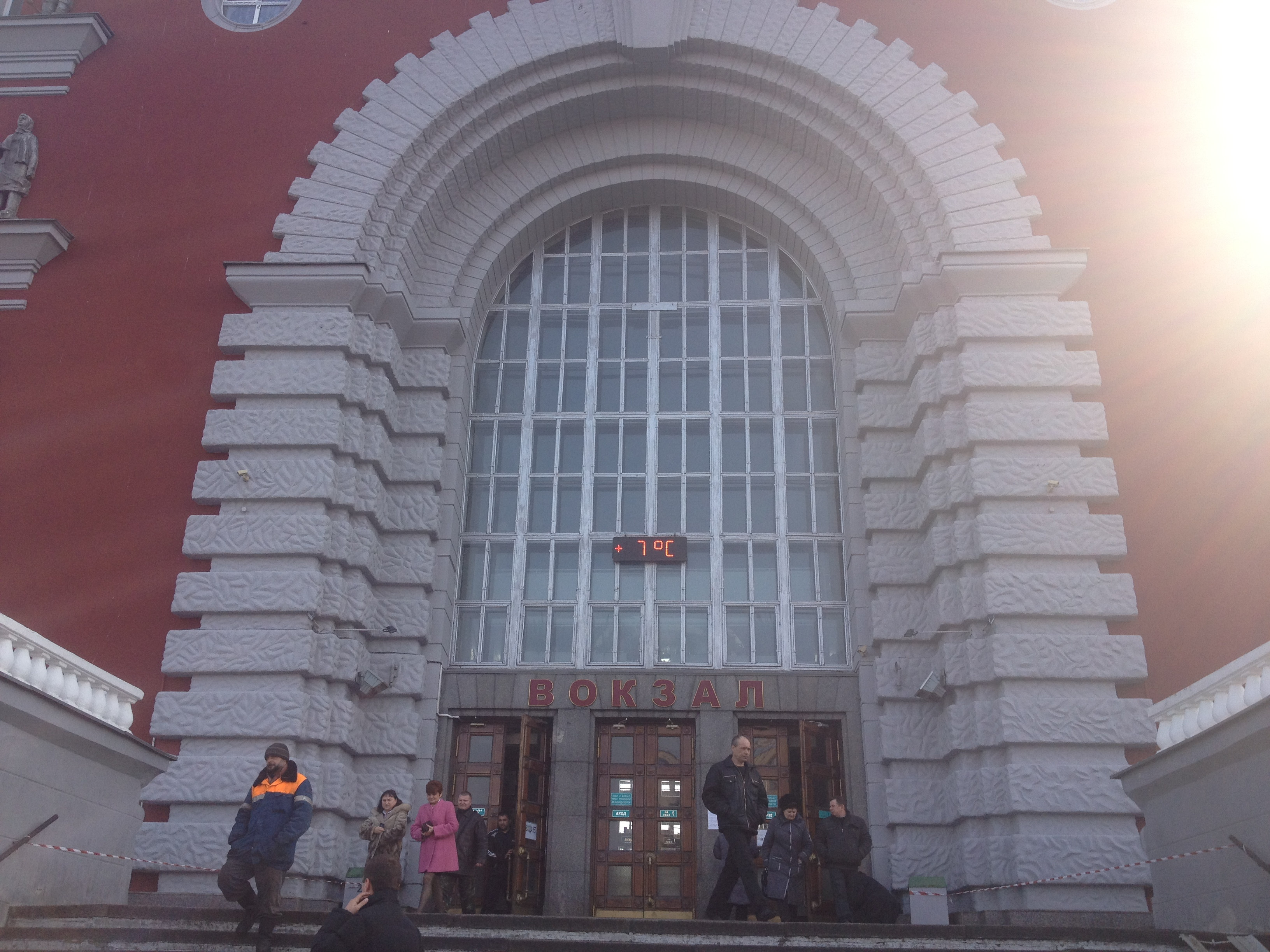
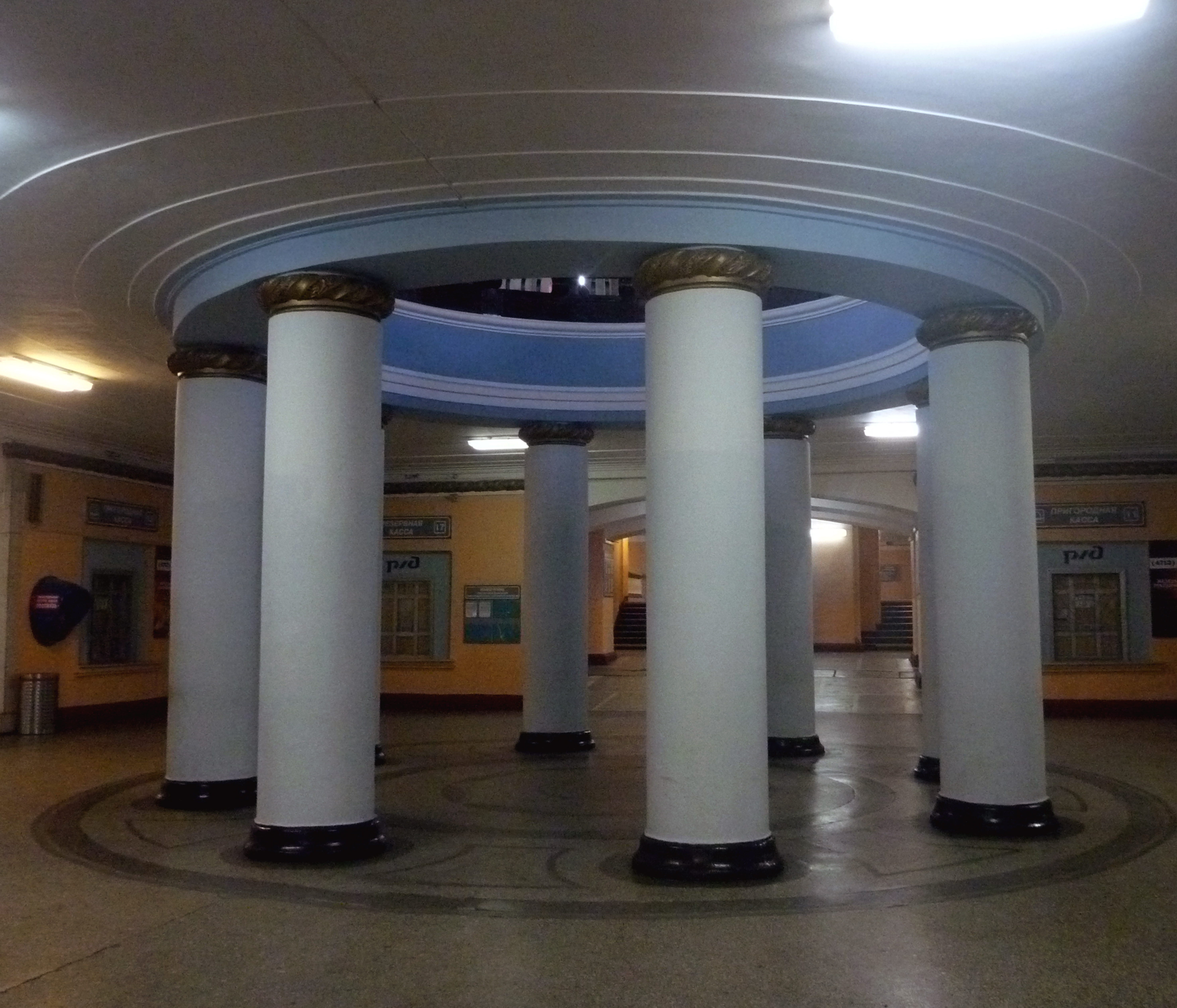
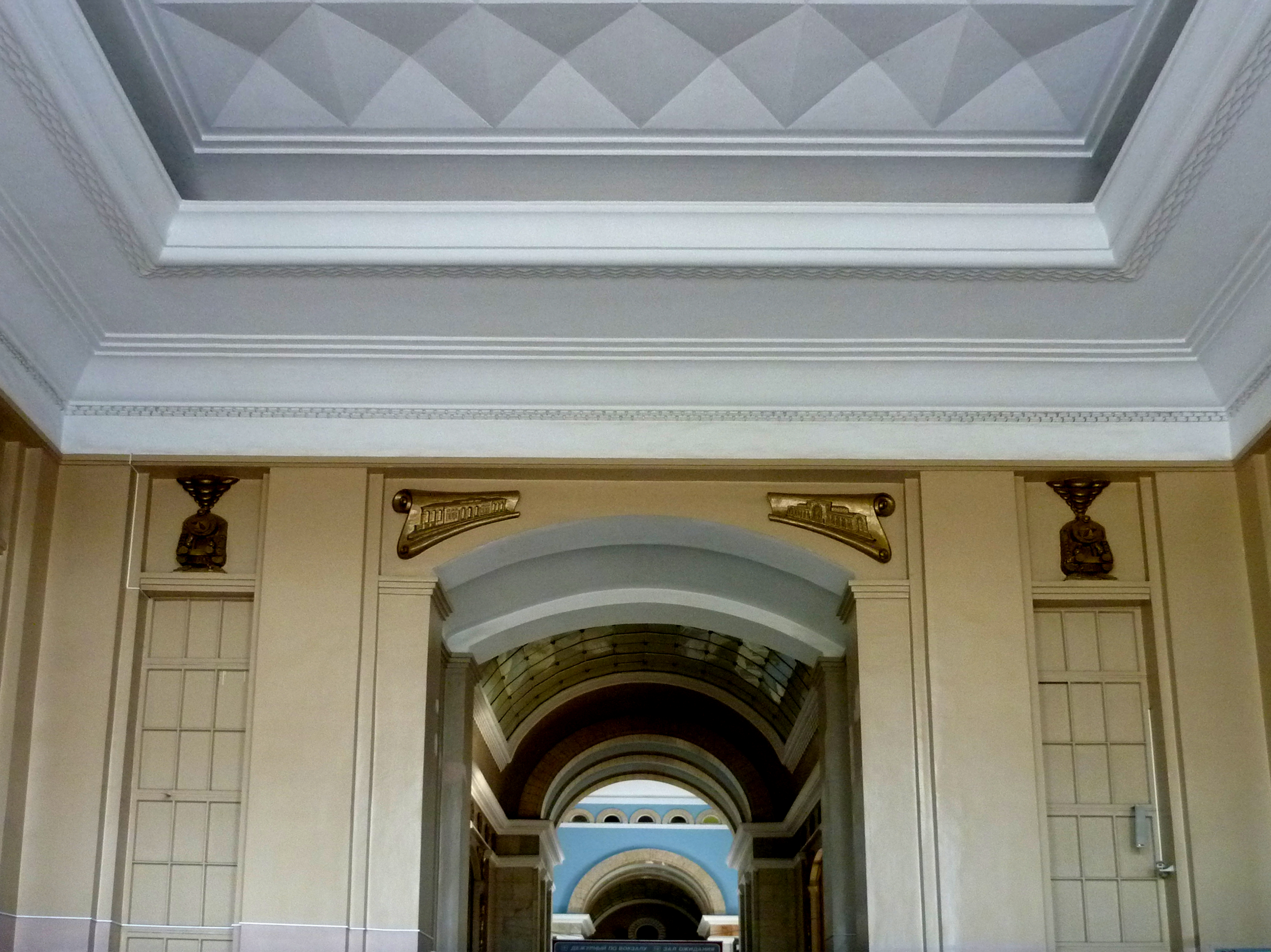
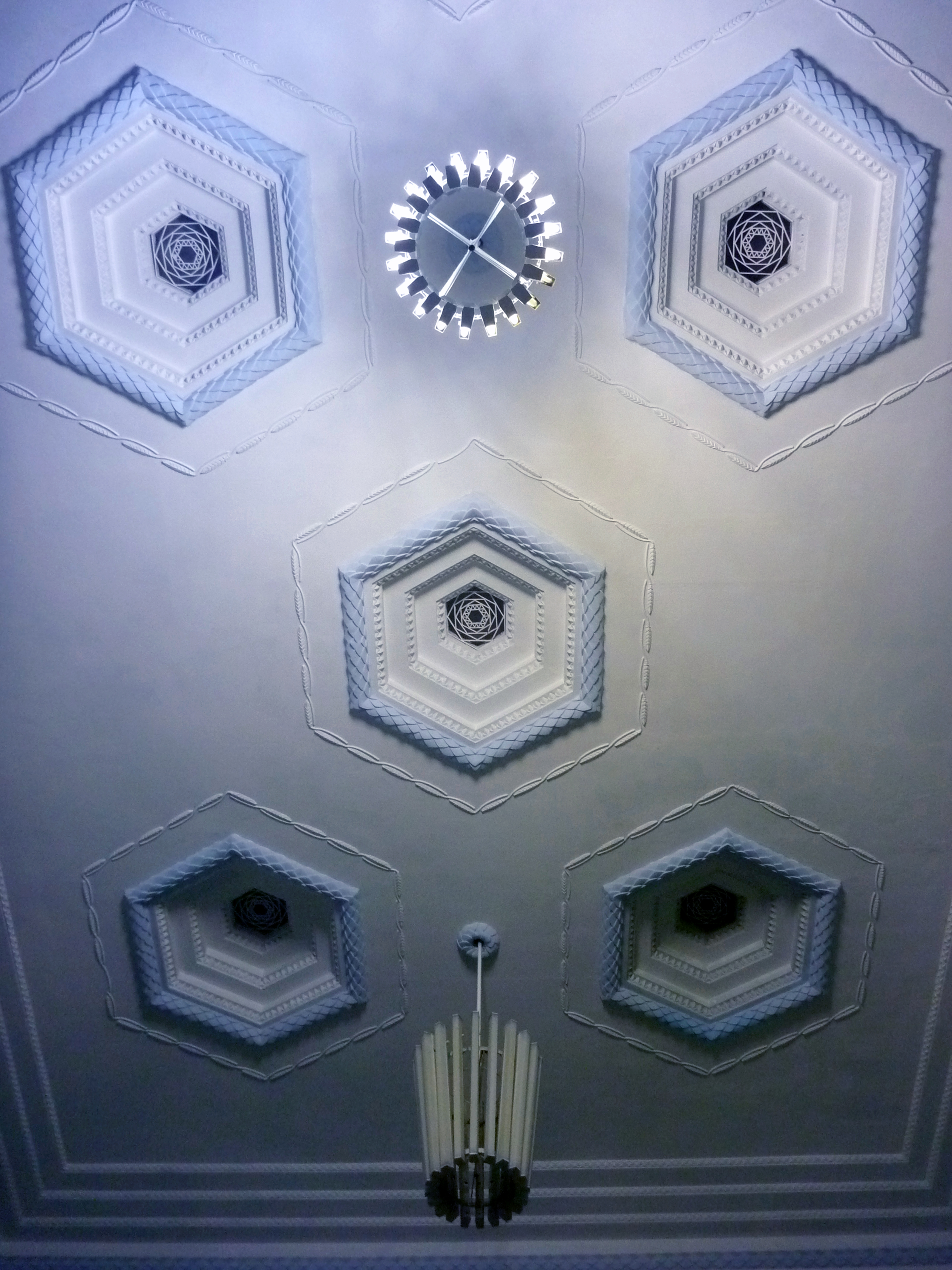

## Вихід у місто, пересадки на міський пасажирський транспорт
Виходи з будівлі вокзалу ведуть на Привокзальну площу і Вокзальну вулицю. За перехідним мостом вихід здійснюється на вулицю Станційну до управління залізниці і адміністрації Залізничного округу і Преображенського ринку, що знаходиться поруч з Привокзальною площею.
| Список маршрутів наземного громадського транспорта ↓ | Список маршрутів наземного громадського транспорта ↓ | Список маршрутів наземного громадського транспорта ↓ | Список маршрутів наземного громадського транспорта ↓ |
| ---------------------------------------------------- | ---------------------------------------------------- | ---------------------------------------------------- | ---------------------------------------------------- |
| №                                                    | Пункт відправлення                                   | Пункт прибуття                                       | Вид транспорта                                       |
| 2                                                    | Залізничний вокзал                                   | Автовокзал                                           | Трамвай *                                            |
| 4                                                    | Залізничний вокзал                                   | Вулиця. Малишева                                     | Трамвай *                                            |
| 6                                                    | Залізничний вокзал                                   | Центральний ринок                                    | Автобус                                              |
| 45                                                   | Залізничний вокзал                                   | Волокно                                              | Автобус                                              |
| 60                                                   | Залізничний вокзал                                   | Обласний онкодиспансер                               | Автобус                                              |
| 77                                                   | Залізничний вокзал                                   | Колобок                                              | Автобус                                              |
| 78                                                   | Залізничний вокзал                                   | Вулиця Кликова                                       | Автобус                                              |
| 80                                                   | Залізничний вокзал                                   | Площа Комарова                                       | Автобус                                              |
| 90                                                   | Залізничний вокзал                                   | Вулиця Черняховського                                | Автобус                                              |
| 92                                                   | Залізничний вокзал                                   | Вулиця Будівельна                                    | Автобус                                              |
| 94                                                   | Залізничний вокзал                                   | Вулиця Крюкова                                       | Автобус                                              |
| 208                                                  | Залізничний вокзал                                   | Волокно                                              | Маршрутне таксі                                      |
| 210                                                  | Залізничний вокзал                                   | СЗР                                                  | Маршрутне таксі                                      |
| 220                                                  | Залізничний вокзал                                   | СЧПУ                                                 | Маршрутне таксі                                      |
| 246                                                  | Залізничний вокзал                                   | Силікатний завод                                     | Маршрутне таксі                                      |
| 264                                                  | Залізничний вокзал                                   | 2-га Орловська вулиця                                | Маршрутне таксі                                      |
| 269                                                  | Залізничний вокзал                                   | Вулиця Малишева                                      | Маршрутне таксі                                      |

* — трамваї маршруту № 2 прямують до зупинки «Хлібозавод».
- Інфраструктура станції Курськ

Інфраструктура станції Курськ
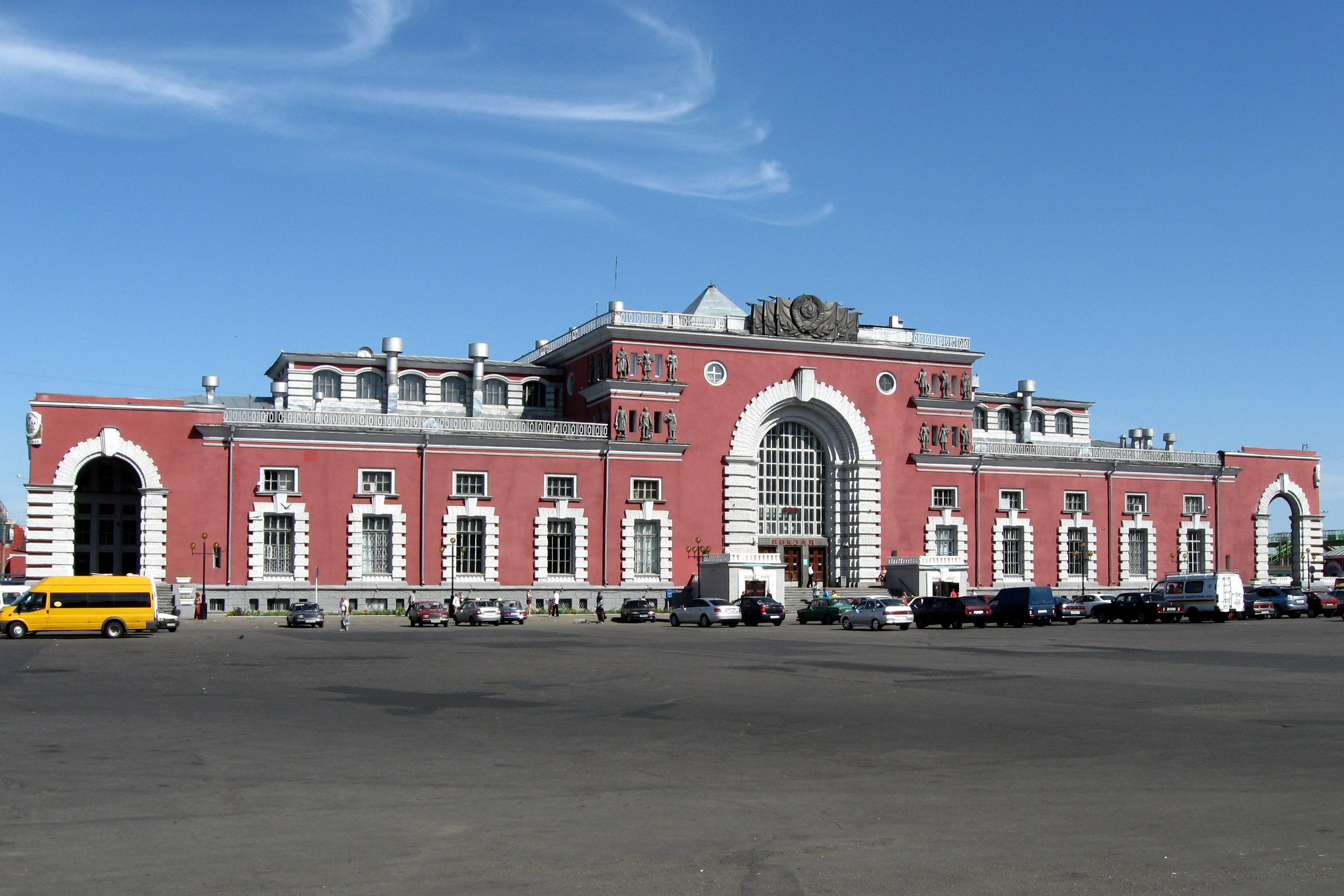
Привокзальна площа
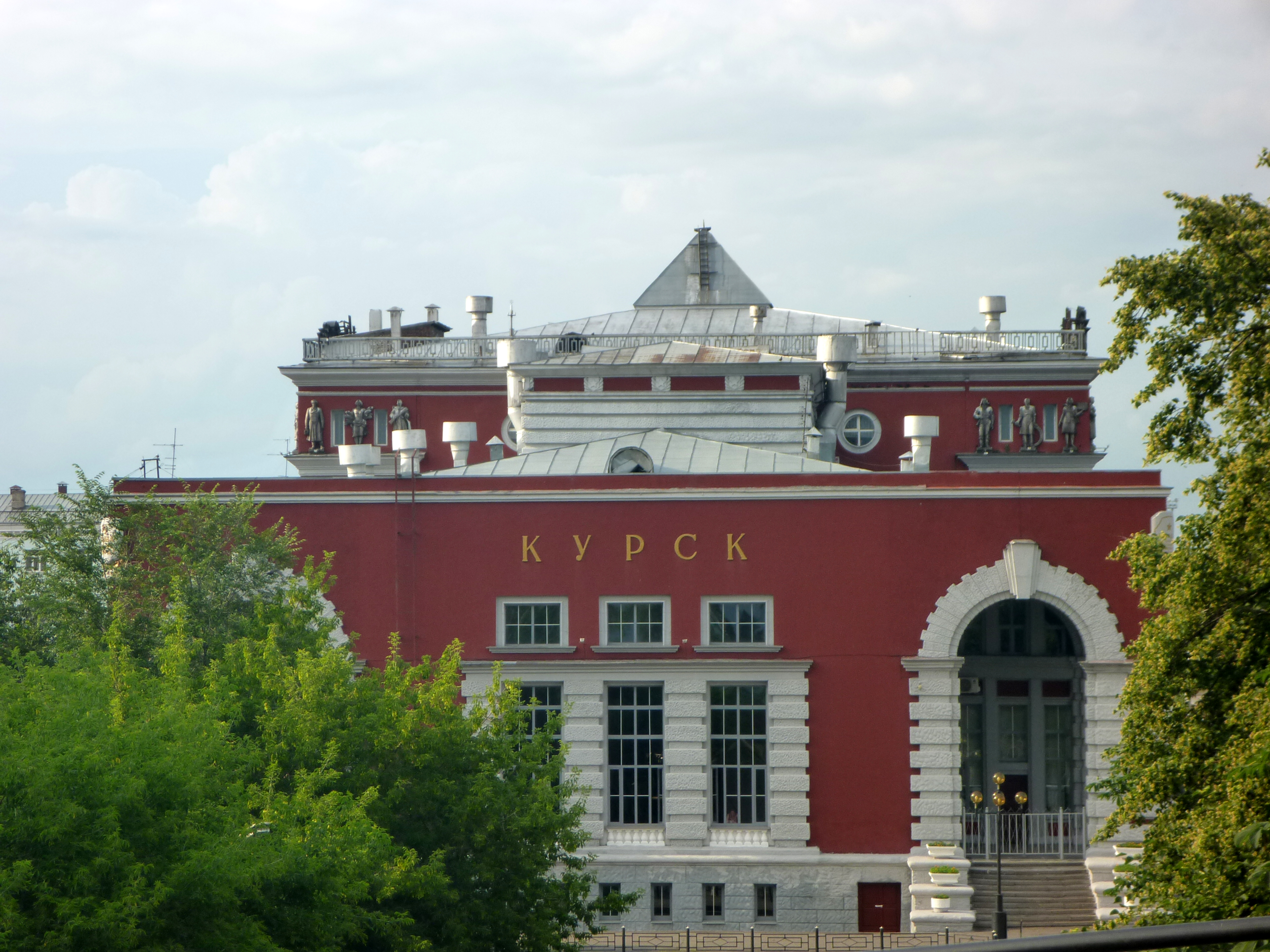
Залізничний вокзал
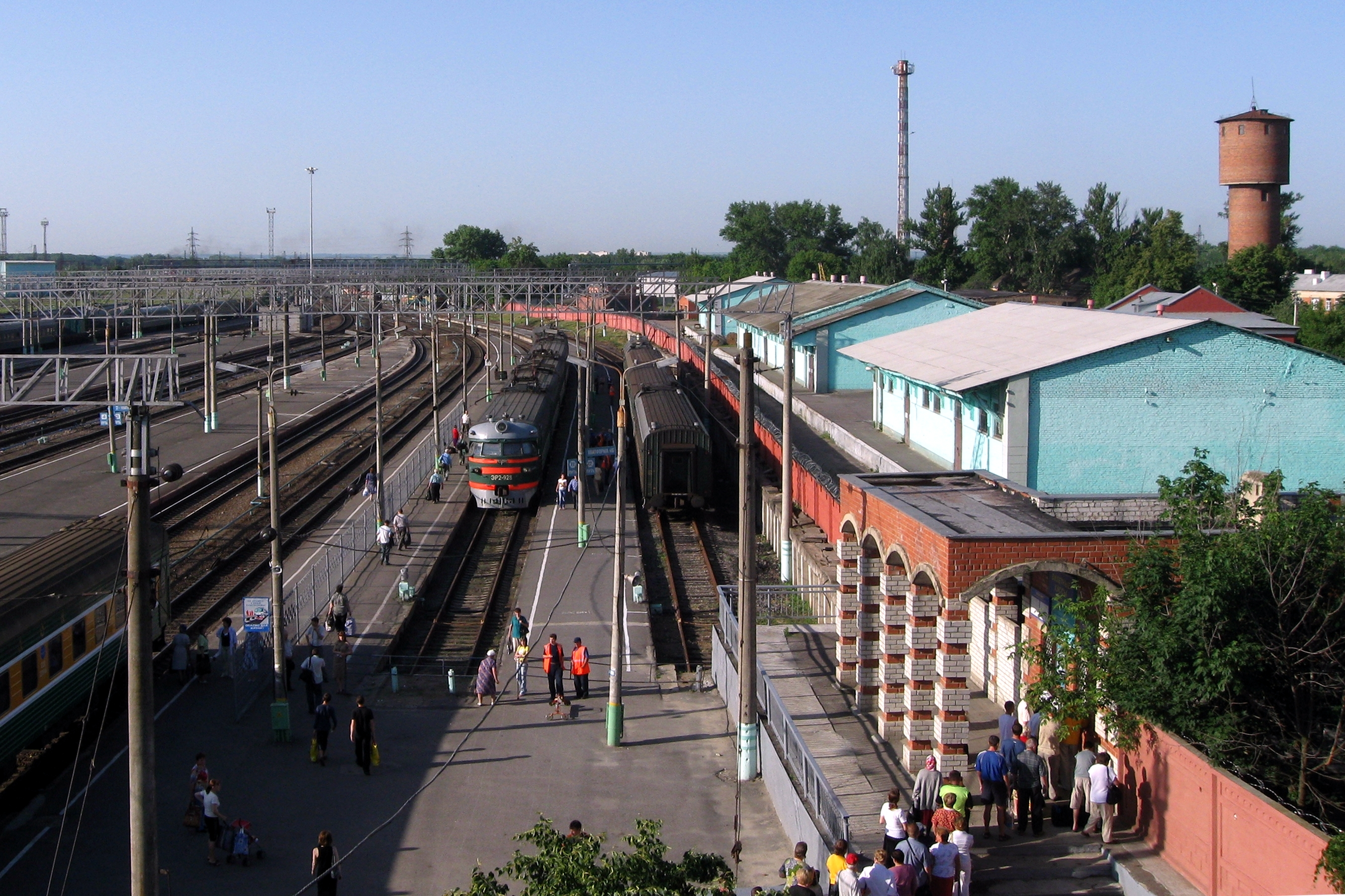
Тупикова платформа № 6
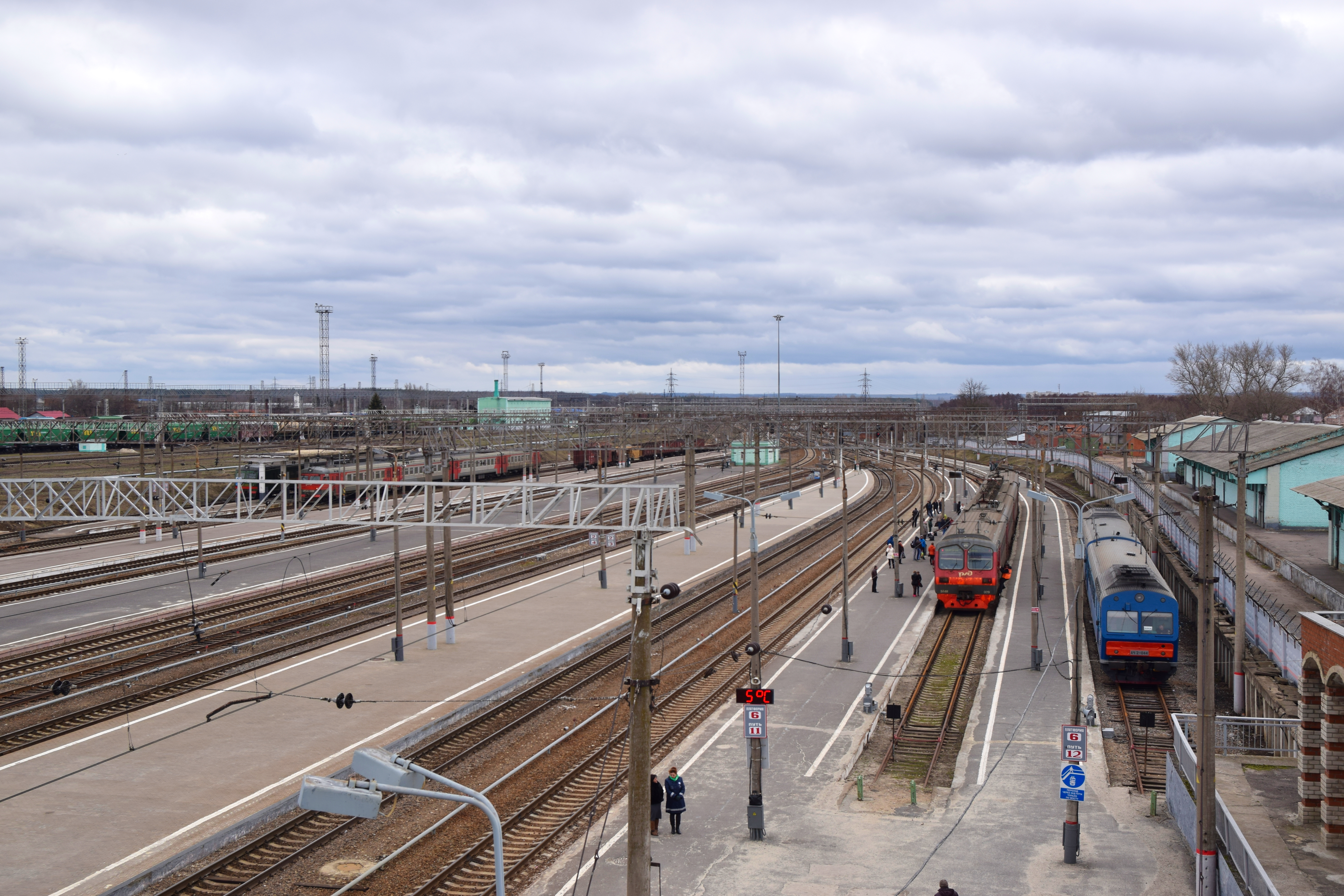
Краєвид на станцію Курськ
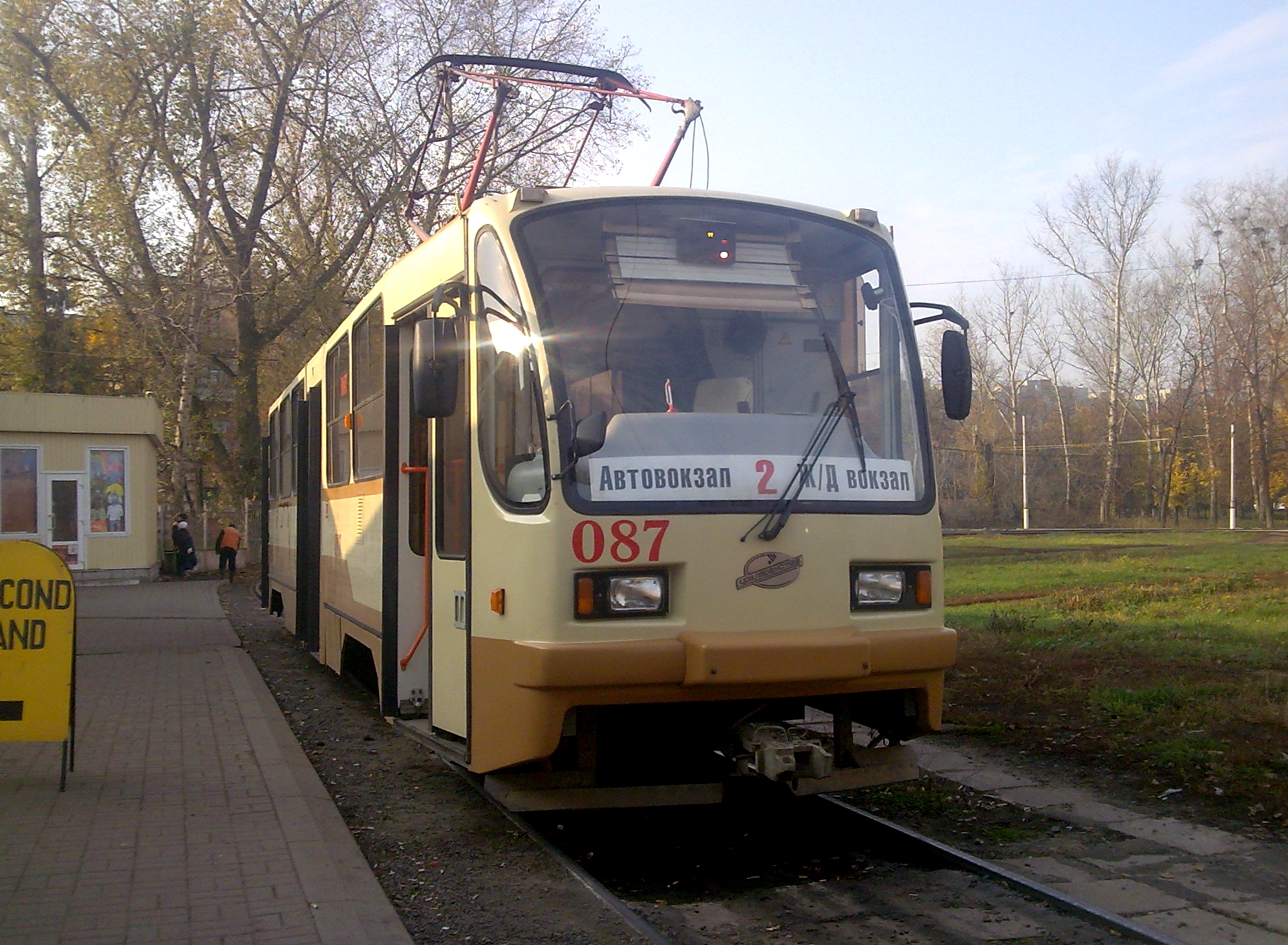
Трамвай 71-403 (УТМ) № 087 маршруту № 2 «Залізничний вокзал — Автовокзал»